# Vasile Gherman Pop
Vasile Gherman Pop alias Vasile Gr. Pop sau Vasile Gramen (n. 13 octombrie 1850, Crasna, azi raionul Storojineț, Republica Moldova – d. 21 iunie 1909, București) a fost un istoric literar, poet și prozator român.

## Biografie
Se trăgea dintr-o familie de țărani bucovineni. Urmează gimnaziul la Suceava, ajutat de cavalerul Eugeniu de Stârcea. Absolvent al Facultății de Litere din București (1872). A fost profesor la București, apoi funcționar în Ministerul Instrucțiunii și al Cultelor până în anul 1900. A publicat în Foaia Soțietății pentru literatura și cultura română în Bucovina balade populare și poezii patriotice, iar în Traian, o colecție de doine din Bucovina.

## Opera

### Conspect asupra literaturei române
În 1875-1876 îi apare, în două volume, Conspect asupra literaturei române și literaților ei de la început și până astăzi, în ordine cronologică, una din primele încercări de istorie literară la noi. Cu destinație didactică, cartea își propune să cuprindă literatura, teatrul, periodicele, societățile literare și publiciștii din toate provinciile românești. Din cultura veche Pop menționează pe Neagoe Basarab, „erudit al epocii sale", pe Coresi și Varlaam, cronicarii și cărturarii Școlii Ardelene, iar între primii noștri poeți, pe Iancu Văcărescu, Costache Conachi, Anton Pann.
Partea a doua subliniază însemnătatea „direcției noi" și a personalității lui Titu Maiorescu, aproape toți junimiștii fiind incluși în lucrare. Mihai Eminescu este văzut prin prisma portretului pe care Maiorescu i-l consacrase. Aprecierile sunt de multe ori simplificatoare, iar accentul cade pe acțiunea culturală, însă pentru secolul al XIX-lea Conspectul oferă cele mai multe informații asupra unor publiciști și scriitori puțin cunoscuți. Surse i-au fost bibliografia lui Dimitrie Iarcu și Lepturariu rumănesc al lui Aron Pumnul.

### Volume publicate
- Aurora Bucovinei. Poezii, București, 1870;
- Despre educațiune și instrucțiune, București, 1873;
- Ce este viața și amorul filial, București, 1873;
- Despre dezvoltarea rațiunii și conduita morală, București, 1874;
- Suvenire, București, 1874;
- Eufrosina sau Virtutea unei femei, București, 1875;
- Rezultatul inspirațiunei unei mame, București, 1891.
- Conspect asupra literaturei române și literaților ei de la început și până astăzi, în ordine cronologică, I-II, București, 1875-1876; ediție îngrijită și introducere de Paul Lăzărescu, București, 1982;

### Traduceri
- George Born, Catarina Comaro, București, 1879;
- H. Sternberg, Milena cea frumoasă, I-III, București, 1881-1882.